# Oxyethira culebra
Oxyethira culebra is een schietmot uit de familie Hydroptilidae. De soort komt voor in het Neotropisch gebied.